# インバータ

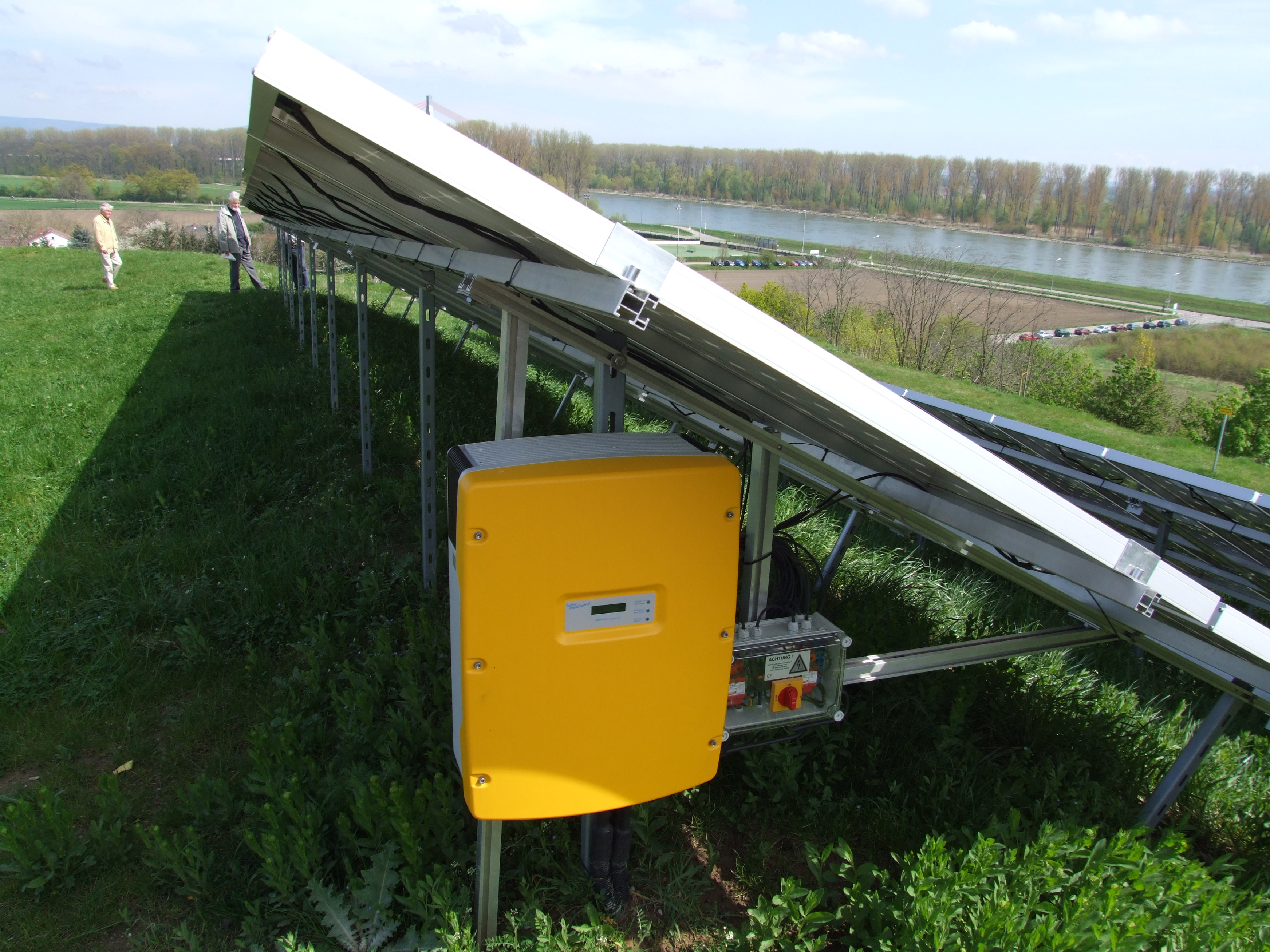
自立型太陽光発電プラントのインバータ（ライン川沿いのシュパイアーにて）

インバータ（英語: inverter）とは、直流または交流から周波数の異なる交流を発生させる（逆変換する）電源回路、またはその回路を持つ装置のことである。逆変換回路（ぎゃくへんかんかいろ）、逆変換装置（ぎゃくへんかんそうち）などとも呼ばれる。制御装置と組み合わせることなどにより、省エネルギー効果をもたらすことも可能なため、利用分野が拡大している。
インバータと逆の機能を持つ回路（装置）はコンバータ、または整流器（順変換器）とも言う。

## 回路方式
回路は一般に半導体素子（電力用半導体素子）と受動素子とを組み合わせて構成される。回転変流機と比べ機械的要素が不要なため効率がよく、保守が容易である。波形の出力方法としてパルス変調が用いられる。

### 電圧形インバータ
出力インピーダンスが小さく、電圧源として動作するものである。
コンバータ回路の直流側に大容量のコンデンサが並列に接続されている。

### 電流形インバータ
出力インピーダンスが大きく、電流源として動作するものである。
順変換回路の直流側に大容量のリアクトルが直列に接続されている。

## 電力変換系のインバータ回路

### DC-ACインバータ回路系のインバータ回路

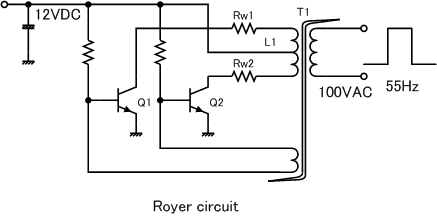
ロイヤー回路

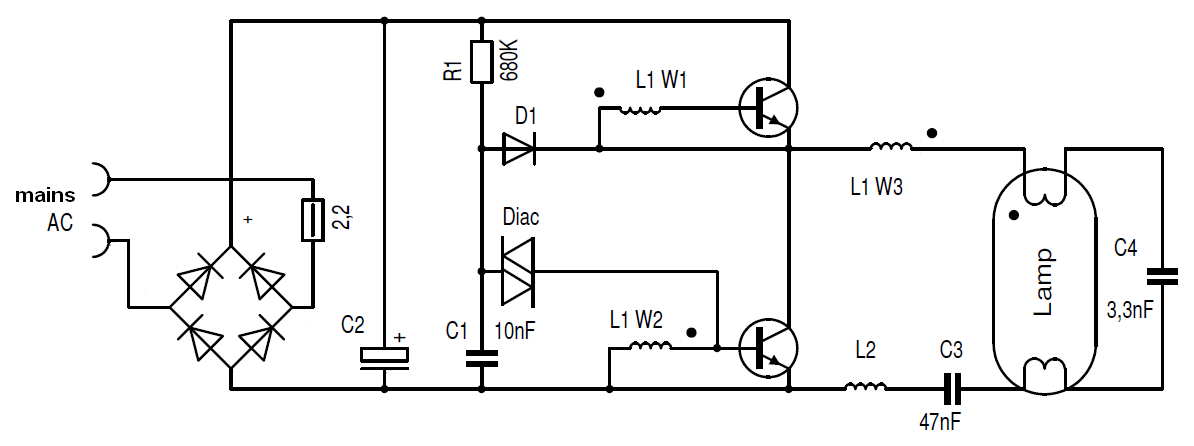
電流共振型

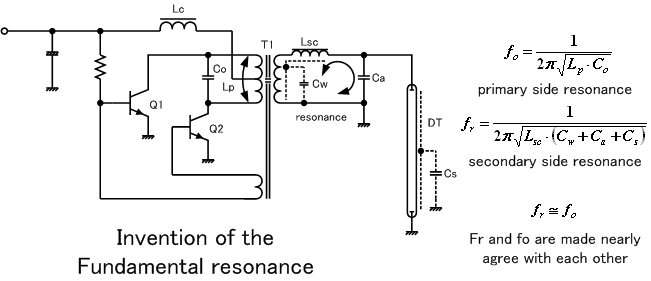
コレクタ共振型回路

初期の頃はロイヤー回路が使われていた。トランスを飽和させるブロッキング発振型で、決して性能は良いものではなかった。
現在でもこのブロッキング発振型のロイヤー回路は無機EL用の点灯回路として使われている。また、液晶のバックライト用蛍光管（冷陰極管）の点灯用としてはこれとよく似た構成のコレクタ共振型回路というものが使われている。両者はたびたび混同されるが動作原理は異なる。

### 蛍光管点灯用のインバータ回路
DC-ACインバータ回路系のインバータ回路であるが、チョークコイル型を用いたLC共振型と共振トランスを利用して効率改善を図った共振型があり、インバータ回路分野ではかなり特殊なインバータである。インバータが特殊なのは負荷が放電管という負性抵抗特性を有する素子を駆動するため、負性抵抗に対処するための独自の工夫が必要だからである。
LC共振型は主に電流共振型回路を基本にしたものが多く、それに様々な工夫を加えている。主に蛍光灯などの熱陰極管点灯用途に適する。
一方、共振トランスを用いたインバータ回路は冷陰極管の点灯用途（冷陰極管インバータ）に用いられ、その用途はノートパソコン、液晶モニタ、液晶テレビのバックライト照明など幅広い。

### DC-DCコンバータのインバータ回路

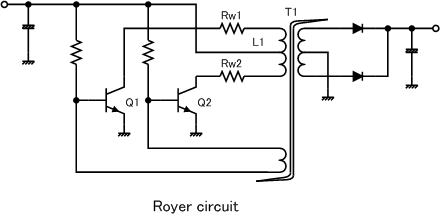
ロイヤー回路

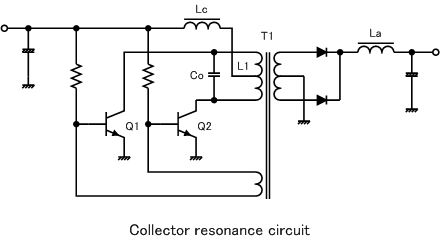
コレクタ共振型

初期の頃はロイヤー回路が使われていた。トランスを飽和させるブロッキング発振型で、決して性能は良いものではなかった。周波数は低く、数十Hz〜数kHzである。
現在はコレクタ共振型回路というものが多く使われ小型化されている。周波数は数十kHzである。

## モーター制御系のインバータ回路
駆動周波数が低く、大電流大電力である。駆動対象は三相誘導電動機もしくは同期電動機がほとんどであり、スイッチング素子を各相2組ずつ用いた三相出力インバータが用いられる。直入れ始動と比べてインバータ方式では電動機（モーター）の回転速度調整や出力トルクの調整が容易になることによって効率を大幅に改善することができる。省エネの観点からも、モーターでは直入れ制御からの置き換えが推奨される。

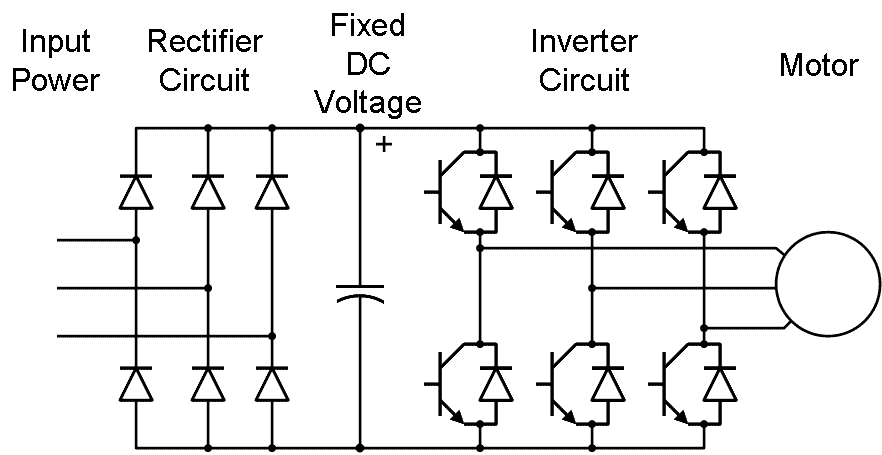
整流後の直流から三相交流を作り出す回路

回転磁界式の交流電動機では、電機子誘起起電力と周波数：回転数がほぼ比例するので、インバータにより誘起起電力＋インピーダンス降下の電圧を加えて定起動電流、定スベリ（定遅れ角）に制御する方式が開発されて、鉄道界ではそれをVVVFインバータ制御、VVVF制御（可変電圧可変周波数制御）と呼んで、1990年代以降に製造されるほとんどの電気車の動力方式となっている。
VVVFインバータのスイッチング素子として、低出力用はバイポーラトランジスタ、MOSFET、大出力用はゲートターンオフサイリスタ（GTO、自己消弧型サイリスタ）や、より高速の絶縁ゲートバイポーラトランジスタ (IGBT) が主として使用されている。さらに、IGBTよりオン時の抵抗が小さく消費電力が少なくなるSiCパワー半導体（炭化ケイ素MOSFET）への置き換えが、2015年1月の小田急1000形電車（更新車）の営業運転から、同年11月のJR東日本E235系電車、2020年の新幹線N700S系電車へと進み出している。
速度0を含む任意電圧任意周波数の正弦波を生成する方式は基本的にPWM（パルス幅変調）方式に拠っているが、大容量素子の最大動作電圧が不足することから中間電圧を設定した「3レベルインバータ」も使われ、それに対しオン・オフ2値のPWMインバータを「2レベルインバータ」と呼ぶ。工場などでさらに大きなモーターを制御する場合「5レベルインバータ」などのさらにレベル数を増やしたものが使われることもある。

## 制御用半導体素子
1990年代前半までは、大出力用にはGTOサイリスタ、小出力用途にはパワーバイポーラトランジスタが主として使われていたが、1990年代後半以降は、よりオン抵抗が低く、高速駆動が可能な絶縁ゲートバイポーラトランジスタ (IGBT; 大出力用)やパワーMOSFET(小出力用)が製造されるようになったことから、これらの素子を使用するものがほとんどとなった。さらに、前項に記述したSiCパワー半導体へと置き換えが進んでいる。SiCパワー半導体の製造メーカーには三菱電機やロームなどがある。

## インバータ装置
厳密には、直流電力を交流電力に変換する装置あるいは装置の一部をインバータと呼ぶ。バッテリー電源の交流変換装置、直流電気鉄道のインバータ装置はこのタイプのインバータ装置である。一方、日本においては、相数・周波数・電圧等の異なる交流を得るために、商用電源の単相交流、三相交流を、一旦整流器で直流に変換してから、再度交流にするための、整流器（コンバータ）と（厳密な意味での）インバータを組み合わせ、同一パッケージ内に収容した電力変換装置全体をインバータと呼ぶことも多い（産業用インバータなど）。

## インバータの用途

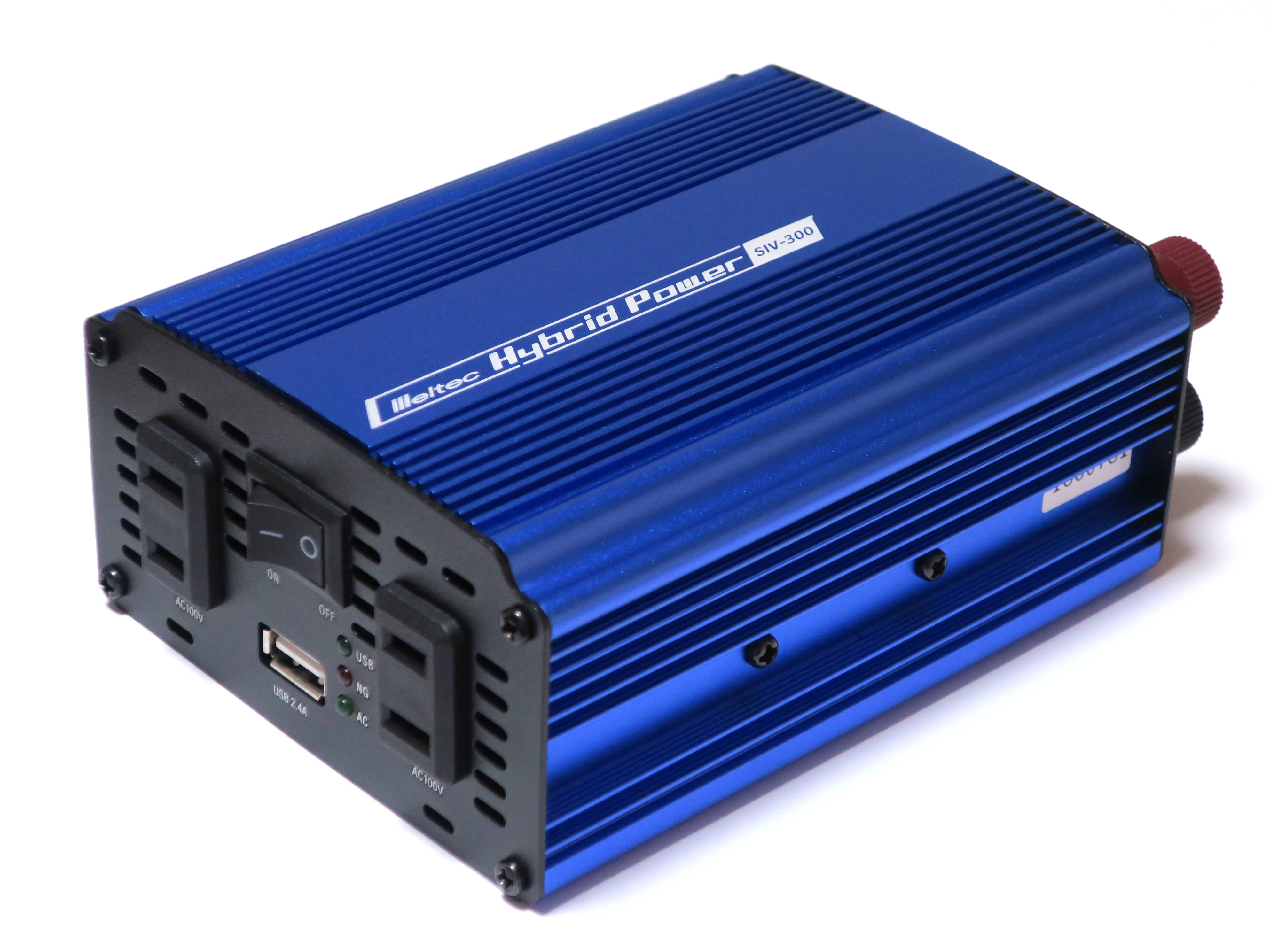
車載インバータ
自動車のアクセサリーソケットやカーバッテリーから得た直流12 Vを交流100 Vに変換する。

一口にインバータと言ってもインバータの応用範囲は幅広く、それぞれの分野におけるインバータ回路と他の用途におけるインバータ回路とはお互いに全く異なるものである。応用面を大きく分けると、モーター制御、DC-ACインバータ、DC-DCコンバータ、放電ランプ用安定器、その他となる。
- モーター制御
  - インバータによる交流電動機の可変速・可変トルク制御 - 可変電圧可変周波数制御 (VVVF制御)
    - エレベータ、ポンプ、ファン、鉄道車両（電車・電気機関車）、電気自動車、エア・コンディショナー、冷蔵庫、洗濯機など

  - 従来直流電動機による可変速運転が行われていた用途（エレベータ・鉄道車両など）では電動機のブラシレス化による省メンテナンス化、従来誘導電動機による定出力運転が行われていた用途では出力のきめ細やかな制御による省電力化や制御目標への追従性向上が実現された。
- 電源装置
  - 無停電電源装置 (UPS)などの電力補償装置 - 一定周波数・電圧の交流を連続的に発生。静止形インバータ (SIV)とも
    - 工場などで使用される機機類、サーバ、パソコンなどのバックアップ電源装置、自動車用12 V電源で家庭用100 V機器を使う車載用インバータ、太陽光発電におけるパワーコンディショナーなど
- 放電灯安定器
  - 蛍光灯の高周波点灯
    - 照明器具、液晶ディスプレイのバックライトに使用される冷陰極管の点灯用などがあるが、発光効率が良く電力節約ができ、かつ長寿命なLED照明が急速に普及しており、次第に消え去って行くと思われる。
- 誘導加熱用高周波電力発生装置
  - 電磁調理器
- マグネトロン励起用高周波電力発生装置
  - 電子レンジ、レーダー

## インバータの保全
インバータは固体回路素子のみから構成されるため、メンテナンスフリーの装置であるかのように誤解される場合もあるが、実際は、とりわけコンバータとインバータを組み合わせた装置においては、コンバータ部の平滑用電解コンデンサが経年劣化の避けられない有寿命部品であり、いずれは交換が必要になる。故障による長時間の停止が好ましくない用途では、予防保全として、電解コンデンサを5〜10年程度の間隔で定期的に交換することが好ましい。
また、電動機用などの比較的容量の大きいインバータは近年小型化が進み、素子をファンにより強制冷却していることが多い。そのため、ファンの交換も2〜4年の間隔で定期的に交換することが望ましい。

## インバータの制御方式
パルス幅変調（PWM）とパルス振幅変調（PAM）がある。